# Sondre Nordstad Moen
Sondre Nordstad Moen (Trondheim, Noruega, 12 de enero de 1991) es un corredor de fondo noruego. Participó en los Juegos Olímpicos de Río de Janeiro 2016.
Sus logros incluyen la victoria en el Campeonato Nórdico de Campo a Través en 2010, y una medalla de oro en 10 000 metros en el Campeonato de Europa de Atletismo Sub-23 de 2011.
El 2 de diciembre de 2017, Moen ganó la Maratón de Fukuoka con un tiempo de 2:05:48, siendo así el primer europeo en completar un maratón en menos de 2:06. 
El 11 de junio de 2020 batió el récord de Europa de 25.000m en los Impossible Games en Oslo con una marca de 1:12:46.